# IK Frisco
IK Frisco,  tidigare IK Friscopojkarna, är en idrottsförening i Herrljunga som bildades 1931. Föreningen är huvudsakligen inriktad på fotboll för herrar och damer.

## Historia
Klubben bildades på ett sammanträde, med ett tiotal närvarande, i Remmene småskola den 5 april 1931. Det ursprungliga namnet på föreningen var Frisco.
1968 bildades damsektionen.
På årsmötet i mars 2022 beslutades enhälligt att byta namn från IK Friscopojkarna till IK Frisco. Motiveringen var att "Det är ett mer tidsenligt namn och visar att vår förening står för jämlikhet."
Damerna har tidigare haft ett futsallag, som spelade i Futsal Division 1 Västergötland 2021. 2022 var dock inget lag anmält för spel.

## Lag
Säsongen 2022 har IK Frisco följande lag i spel på seniornivå:
- Herrarnas A-lag spelar i Division 6 Nossebro
- Damernas A-lag spelar i Division 1 Norra Götaland
- Damernas U-lag spelar i Division 3 Västra (distriktsnivå, VFF)

Juniorlag finns 2022 endast för damer.